# 慕容盛
燕昭武帝慕容盛（373年—401年9月13日），字道運，十六国后燕国主，慕容寶之庶長子。

## 生平
年少時沈實敏銳，富謀略。當前秦天王苻堅誅殺慕容氏時，与叔父慕容柔潛逃投靠慕容沖。385年，慕容冲在阿房宫即皇帝位。慕容盛对慕容柔说：“夫十人之长，亦须才过九人，然后得安。今中山王才不逮人，功未有成，而骄汰已甚，殆难济乎！”慕容冲果然很快被杀，慕容柔、慕容盛以及慕容盛的弟弟慕容会又投靠慕容永。慕容盛指出三人是慕容垂子孙，正被世系疏远的慕容永猜疑，不如投奔祖父慕容垂。387年，他们从长子县一起逃回了后燕。不久慕容永果然尽杀治下的慕容儁、慕容垂子孙。
其父慕容宝登基后，慕容盛反对立祖父慕容垂所爱的庶弟慕容会为储，而支持嫡出的三弟慕容策。慕容会后来谋反被诛。
段速骨叛变后，慕容寶想南奔投靠叔叔慕容德，被慕容盛劝阻。慕容德已自称燕王，不但无意迎接慕容宝还意图谋害，慕容宝又回到龙城，受兰汗诓骗而遭殺害，慕容策亦遇害。慕容盛因為是蘭汗的女婿，与妻子關係甚篤，非但得以不死，還被蘭汗封做侍中。慕容盛乘机离间蘭汗、兰堤和兰加难三兄弟，派遣太原王慕容奇（兰汗外孙）在建安聚眾討伐蘭汗，当兰汗派出其兄长太尉兰堤讨伐时，慕容盛又反間蘭汗称慕容奇实力不足，兰堤才是慕容奇的幕后主谋。于是，兰汗将兰堤之职务转予抚军将军仇尼慕。如此种种，导致兰堤和兰加难兄弟生惧而背叛兰汗。太子兰穆提醒兰汗，慕容盛是仇家，必与慕容奇勾结，兰汗因而召见慕容盛，但慕容盛在妻兰王妃告密下佯病不出，躲过一劫。蘭汗派遣兄子蘭全反擊慕容奇卻反被滅。兰穆出兵讨伐兰堤、兰加难前大宴将士，兰汗父子喝得酩酊大醉，慕容盛与李旱等人趁機杀死兰穆，又引兵將兰汗乱刀砍死。又遣李旱及张真袭杀兰汗子鲁公兰和于令支及陈公兰扬于白狼，並捕杀兰堤和兰加难。
為父復仇之後，慕容盛一度想斬草除根殺死妻子蘭氏，母后丁氏不忍，進行勸阻，因此未殺蘭氏。慕容盛於398年8月19日（七月廿一辛亥）只改元建平，仍以长乐王称制，诸王皆降为公。又命慕容奇停止用兵，慕容奇抗命且带兵来攻，被慕容盛打败並赐死。11月12日（十月十七丙子）即皇帝位，並誅殺幽州刺史慕容豪、尚書左僕射張通及昌黎尹張順等人。399年改年號為長樂。400年2月11日（正月初一壬子）慕容盛自贬号为庶人天王。慕容盛後來討伐高丽及庫莫奚有功，然治法太嚴，刑罰殘忍，401年9月13日（八月二十壬辰），左將軍慕容國與殿中將軍秦輿、段贊等人密謀暗殺慕容盛，卻東窗事發，眾人皆被誅，軍中大亂。最終平亂時，慕容盛本人卻身中暗器，傷重不治，享年29歲，在位僅三年，慕容熙繼其位。

## 家庭
父親慕容寶。妻子是蘭汗的女兒蘭氏。兒子慕容定在慕容盛被殺害後的時候年紀还小。

## 陵墓
慕容盛于401年闰八月十九葬于兴平陵（具体方位不详），庙号中宗，谥号昭武皇帝。

## 延伸閱讀
[在维基数据编辑]
 《晉書/卷124》，出自房玄齡《晉書》

- 楊劍宇. . 1989: 288頁.